# Anisopodus xylinus
Anisopodus xylinus är en skalbaggsart som beskrevs av Bates 1881. Anisopodus xylinus ingår i släktet Anisopodus och familjen långhorningar.
Artens utbredningsområde är:
- Costa Rica.
- Honduras.

Inga underarter finns listade i Catalogue of Life.